# Anthologie de la poésie française (Georges Pompidou)
Pour les articles homonymes, voir Anthologie de la poésie française.
L'Anthologie de la poésie française est une sélection de poèmes français compilée par Georges Pompidou, plus tard Président de la République française, publiée en 1961 chez Hachette. Cette œuvre reflète la passion de Pompidou pour la poésie et son désir de partager les trésors littéraires français avec un large public.

## Contexte et genèse
Avant de s'engager pleinement en politique, Georges Pompidou, agrégé de lettres, nourrit une profonde affection pour la littérature française. En 1961, alors qu'il est directeur général de la Banque Rothschild, il entreprend de compiler une anthologie personnelle des poèmes qui l'ont marqué. Cette initiative témoigne de son engagement envers la culture et la poésie françaises.

## Contenu de l'anthologie
Dans une première préface (La Poésie), l'auteur explique ce qui l'a incité à présenter cette anthologie, et expose quelques réflexions générales ainsi que son rapport personnel à la poésie ; dans une seconde préface (Les Poètes) il détaille les raisons de ses choix ainsi que les principaux caractères des poètes sélectionnés et ses propres préférences.
La sélection exclut toute la littérature médiévale (même Rutebeuf) jusqu'à ce que la langue soit facilement compréhensible. De même elle exclut par principe tous les poètes encore vivants au moment de la parution de l'ouvrage. Pompidou admet faire une anthologie "conventionnelle" et précise : « On peut avoir deux conceptions d'une anthologie : y mettre ce qu'il y a de mieux et cela seulement. Ou bien essayer de donner une vue d'ensemble de l'évolution de la création poétique, en
ramenant les grands à peu près au niveau des autres. J'ai choisi la première formule. J'ai fait quatre ou
cinq concessions à la seconde. » 

### Liste des auteurs et poèmes
Liste détaillée des auteurs et des poèmes présents dans l'anthologie, présentée dans l'ordre chronologique :
| Portrait | Auteur                      | Dates           | Poème(s) |
| -------- | --------------------------- | --------------- | --- |
|          | Eustache Deschamps          | 1346-1406       | Ballade sur la mort de Du Guesclin Ballade de Paris Virelai sur la tristesse du temps présent Rondeau |
|          | Charles d'Orléans           | 1394-1465       | Que me conseillez-vous, mon coeur ? Las ! Mort, qui t'a fait si hardie... En la forêt d'Ennuyeuse Tristesse... En regardant vers le pays de France... En la forêt de Longue Attente... Complainte Le temps a laissé son manteau En faites-vous doute... En verrai-je jamais la fin... Les fourriers d'Été sont venus... |
|          | François Villon             | 1431-après 1463 | Le Testament Ballade des Dames du temps jadis Les regrets de la belle Heaumière Ballade que fit Villon à la requête de sa mère pour prier Notre-Dame Rondeau Quand je considère ces têtes... L'Épitaphe Villon |
|          | Clément Marot               | 1496-1544       | Chanson Chant de Mai et de Vertu De sa grande amie Du partement d'Anne De soi-même |
|          | Maurice Scève               | 1501-1564       | Délie |
|          | Joachim du Bellay           | 1522-1560       | L'Olive Les Louanges d'Anjou La complainte du Désespéré Les Antiquités de Rome Les Regrets |
|          | Pierre de Ronsard           | 1524-1585       | Odes Les Amours de Cassandre Les Amours de Marie Sur la mort de Marie Sonnet à Sinope Hymne de la Mort Institution pour l'Adolescence du Roi très-chrétien Charles IXe de ce nom Réponse aux injures et calmonies de je ne sais quels prédicantereaux Te regardant assise Je plante en ta faveur Quand vous serez bien vieille Élégie contre les bûcherons de la forêt de Gâtine Je n'ai plus que les os Il faut laisser maisons |
|          | Louise Labé                 | 1524-1566       | On voit mourir toute chose animée Oh si j'étais en ce beau sein ravie Tant que mes yeux pourront larmes épandre |
|          | Robert Garnier              | 1544-1590       | Les Juives, chœur |
|          | Philippe Desportes          | 1546-1606       | Chanson Icare est chut ici Sommeil, paisible fils Cette fontaine est froide Villanelle Plainte |
|          | Claude Garnier              | 1549-1609       | Ode à M. Marcil, lecteur du Roi |
|          | Agrippa d'Aubigné           | 1552-1630       | L'Hiver Le Jugement |
|          | François de Malherbe        | 1555-1628       | Prière pour le Roi Henri le Grand, allant en Limousin Paraphrase du Psaume CXLV Les larmes de saint Pierre Dessein de quitter une dame qui ne le contentait que de promesses Consolation à M. du Périersur la mort de sa fille |
|          | Jean de Sponde              | 1557-1595       | Qui sont, qui sont ceux-là |
|          | Mathurin Régnier            | 1573-1613       | Satire à M. Rapin Ô Dieu, si mes péchés Épitaphe |
|          | François Maynard            | 1582-1646       | La belle vieille Mon âme, il faut partir |
|          | Honorat de Racan            | 1589-1670       | Stances |
|          | Théophile de Viau           | 1590-1626       | Le matin La solitude Lettre à son frère |
|          | Marc-Antoine de Saint-Amant | 1594-1661       | La solitude Le soleil levant Le paresseux |
|          | Vincent Voiture             | 1597-1648       | La belle matineuse |
|          | Tristan L'Hermite           | 1601-1655       | Le promenoir des deux amants Consolation à Idalie |
|          | Pierre Corneille            | 1606-1684       | Le Cid Cinna Polyeucte Psyché Stances à Marquise |
|          | Scarron                     | 1610-1660       | Épitaphe |
|          | Jean de La Fontaine         | 1621-1695       | Adonis Élégie pour M. F. aux nymphes de Vaux Les amours de Psyché et de Cupidon Fables Deuxième Discours à Mme de la Sablière |
|          | Molière                     | 1622-1673       | Le Misanthrope, Acte IV scène 3 |
|          | Nicolas Boileau             | 1636-1711       | A M. Racine, épître A mon jardinier, épître |
|          | Jean Racine                 | 1639-1699       | Andromaque Britannicus Bérénice Mithridate Iphigénie Phèdre Athalie Sur les vaines occupations des gens du siècle |
|          | Jean-Baptiste Rousseau      | 1671-1741       | Ode pour une personne convalescente |
|          | Voltaire                    | 1694-1778       | A Madame du Châtelet A Madame Lullin |
|          | Jacques Delille             | 1738-1813       | Les jardins : l'automne |
|          | Nicolas Gilbert             | 1750-1780       | Ode imitée de plusieurs psaumes |
|          | André Chénier               | 1762-1794       | Néaere La jeune Tarentine Ô jours de mon printemps La jeune captive Iambes L'Amérique |
|          | Marceline Desbordes-Valmore | 1786-1859       | Qu'en avez-vous fait ? Les roses de Saadi |
|          | Alphonse de Lamartine       | 1790-1869       | L'isolement Le vallon Le lac L'automne Pensée des morts Milly ou la terre natale La vigne et la maison |
|          | Alfred de Vigny             | 1797-1863       | Moïse La Maison du Berger La colère de Samson La mort du loup Le Mont des Oliviers |
|          | Victor Hugo                 | 1802-1885       | Ce siècle avait deux ans Soleils couchants Napoléon II Puisque j'ia mis ma lèvre Tristesse d'Olympio Le manteau impérial Ultima verba Lux Elle était déchaussée La fête chez Thérèse Trois ans après Veni, vidi, vixi Demain, dès l'aube A Villequier Les mages Booz endormi André Chénier Plein ciel Abîme Le soleil était là A Théophile Gautier |
|          | Auguste Barbier             | 1805-1882       | L'idole |
|          | Gérard de Nerval            | 1808-1855       | El Desdichado Mytho Horus Antéros Delfica Artémis Vers dorés |
|          | Alfred de Musset            | 1810-1857       | J'ai dit à mon coeur A quoi rêvent les jeunes filles, Acte I scène 3 Une bonne fortune Lucie : élégie La nuit de mai Chanson de Barberine La nuit d'octobre Jamais Tristesse Sonnet à Madame M. N. A mon frère, revenant d'Italie Sur trois marches de marbre rose Derniers vers : l'heure de ma mort |
|          | Théophile Gautier           | 1811-1872       | Fantaisie d'hiver |
|          | Charles Leconte de Lisle    | 1818-1894       | Midi Qaïn |
|          | Charles Baudelaire          | 1821-1867       | Bénédiction Les phares L'ennemi Le guignon Parfum exotique La chevelure Une charogne Remords posthumes Duellum Le balcon Je te donne ces vers Semper eadem Que diras-tu ce soir Réversébilité Hermonie du soir Chant d'automne Le portrait Chanson d'après-midi A une dame créole Maesta et errabunda Spleen Le goût du néant L'horloge Paysage Le cygne Les petites vieilles A une passante La servante au grand cœur L'amour du mensonge Brunes et pluies Les bijoux Le crépuscule du matin Une martyre Un voyage à Cythère La mort des amants La mort des pauvres Le voyage A celle qui est trop gaie Recueillement Le coucher du soleil romantique L'imprévu L'examen de minuit Le jet d'eau |
|          | Théodore de Banville        | 1823-1891       | Le saut du tremplin |
|          | Sully Prudhomme             | 1839-1907       | Les yeux |
|          | José-Maria de Heredia       | 1842-1905       | La Trebbia Les conquérants |
|          | Stéphane Mallarmé           | 1842-1898       | Le guignon Apparition Les fenêtres Les fleurs Renouveau Angoisse Brise marine Soupir Don du poème Hérodiade L'après-midi d'un faune Prose : Pour Des Esseintes Autre éventail de Mademoiselle Mallarmé La vierge, le vivace Sur les bois oubliés Mes bouquins refermés |
|          | Paul Verlaine               | 1844-1896       | Nervermore Vœu Mon rêve familier Chanson d'automne Clair de lune Les ingénus Colloque sentimental La lune blanche N'est-ce pas ? en dépit des sots Donc, ce sera par un clair jour d'été Il pleure dans mon cœur O triste, triste était mon âme Green Beauté des femmes Écoutez la chanson bien douce Les chères mains qui furent miennes Ô mon Dieu, vous m'avez blessé d'amour JE ne veux plus aimer que ma mère Marie Je suis venu, calme orphelin Le ciel est, par-dessus le toit Art poétique A Madame X... en lui envoyant une pensée Allégorie La cathédrale est majestueuse |
|          | Tristan Corbière            | 1845-1875       | La rapsodie foraine et le pardon de Sainte-Anne Rondel |
|          | Arthur Rimbaud              | 1854-1891       | Ophélie Les chercheuses de poux Le dormeur du val Le bateau ivre Voyelles Chanson de la plus haute tour Ô saisons, ô châteaux |
|          | Émile Verhaeren             | 1855-1916       | Les horloges |
|          | Jean Moréas                 | 1856-1910       | Stances |
|          | Jules Laforgue              | 1860-1887       | Complainte de la lune en province Complainte de certains ennuis Je ne suis qu'un viveur lunaire |
|          | Henri de Régnier            | 1864-1936       | Si j'ai parlé |
|          | Paul-Jean Toulet            | 1867-1920       | Dans le lit vaste et dévasté Dans le silencieux automne Nocturne Princes de la Chine La Cigale Vous qui retournez du Cathai Douce plage où naquit mon âme C'était sur un chemin crayeux Toute allégresse a son défaut Dans Arle, où sont les Aliscans Puisque tes jours |
|          | Paul Claudel                | 1868-1955       | La cantate à trois voix Cantique de l'ombre Ténèbres Ballade Le Soulier de Satin, scène première |
|          | Francis Jammes              | 1868-1938       | Il va neiger Prière pour aller au paradis avec les ânes |
|          | Paul Valéry                 | 1871-1945       | La Jeune Parque Anne Au platane L'abeille Les pas Fragments du Narcisse La Pythie Le Sylphe Ébauche d'un serpent Le cimetière marin |
|          | Charles Péguy               | 1873-1914       | Quatrains La tapisserie de Sainte Geneviève et de Jeanne d'Arc La tapisserie de Notre-Dame Ève |
|          | Guillaume Apollinaire       | 1880-1918       | Le pont Mirabeau La chanson du Mal-Aimé Crépuscule Marie Saltimbanques Automne Signe Hôtels La boucle retrouvée La jolie Rousse Si je mourais là-bas |
|          | Jules Supervielle           | 1884-1960       | Les yeux de la morte Saisir Grands yeux dans ce visage Descente de géants Vivre encore |
|          | Paul Éluard                 | 1895-1952       | Leurs yeux toujours purs Pour vivre ici Je te l'ai dit pour les nuages A peine défigurée Mourir Je suis la bête Liberté Comprenne qui voudra Bonne justice La puissance de l'espoir |

Cette sélection illustre la richesse et la diversité de la poésie française à travers les siècles.

## Réception et impact
À sa parution, l'anthologie reçoit un accueil favorable tant du public que de la critique. Elle est saluée pour la qualité de sa sélection et pour l'éclairage personnel que Pompidou apporte sur chaque poète. L'ouvrage devient rapidement une référence pour les amateurs de poésie. L'accession de Georges Pompidou au poste de Premier Ministre puis de Président de la République attire d'autant plus l'attention sur le recueil. Il est interrogé à ce sujet par René Marchand le 15 mai 1969, et comparé à Léopold Sédar Senghor, poète et homme d'État sénégalais.

## Éditions ultérieures
Depuis sa première publication en 1961, l'anthologie a connu plusieurs rééditions, témoignant de son succès durable. Parmi les éditions notables :
- 1974 : Réédition chez Le Livre de Poche, avec une préface mise à jour par Pompidou.
- 1994 : Nouvelle édition augmentée, incluant des poètes contemporains.